# Wapń
Wapń (Ca, łac. calcium; nazwa ta pochodzi od łacińskiego rzeczownika calx – wapno, co oznacza więc „metal z wapna”) – pierwiastek chemiczny z grupy berylowców (metali ziem alkalicznych) w układzie okresowym.

## Charakterystyka
Wapń to srebrzystobiały metal. Na powietrzu szybko pokrywa się warstwą tlenku CaO, musi więc być przechowywany bez jego dostępu, np. w nafcie, podobnie jak sód i potas. Metaliczny wapń ma twardość zbliżoną do ołowiu, można kroić go nożem, jednak dodany do innych miękkich metali znacznie zwiększa ich twardość.
Potencjał standardowy układu Ca2+/Ca wynosi −2,86 V. Wapń reaguje z wodą i z rozcieńczonymi kwasami nieorganicznymi (solnym, azotowym, trudniej w siarkowym – słabo rozpuszczalny CaSO4) oraz organicznymi (np. octowym), przy czym reakcje z kwasami są bardziej burzliwe.
Najważniejsze związki wapnia to tlenek wapnia, nadtlenek wapnia, wodorotlenek wapnia oraz wiele soli, na przykład węglan wapnia, azotan wapnia czy węglik wapnia.
Kationy Ca2+ należą do IV grupy kationów i barwią płomień na kolor ceglastoczerwony.

## Występowanie
Wapń występuje w górnych warstwach Ziemi w ilości 3,54%. Główne minerały i skały to kalcyt, aragonit, marmury, kreda, wapienie, gips, anhydryt, dolomit, fluoryt, apatyt oraz wiele krzemianów.
Izotopy stabilne wapnia to 40Ca, 42Ca, 43Ca, 44Ca, 46Ca i 48Ca.

## Odkrycie
Wapń i jego związki znane były od starożytności. Antoine Lavoisier już w 1789 domyślał się, że w wapnie znajduje się jakiś pierwiastek metaliczny, ale za jego czasów nie znano metody jego wydzielenia. Dopiero Humphry Davy w 1808 r. wyizolował go w stanie czystym i udowodnił analitycznie, że jest pierwiastkiem. Davy zwilżył wapno, dodał do niego nieco tlenku rtęciowego i uformował w miseczkę, którą umieścił na blaszce platynowej, stanowiącej anodę. Miseczkę napełnił rtęcią, do której zanurzył drucik platynowy – katodę, na której wydzielił się metal. Po odparowaniu rtęci pozostał srebrzysty metal (wapń).
Nową, prostszą metodę zastosował Michael Faraday. Poddawał mianowicie elektrolizie suchy stopiony chlorek wapnia CaCl2. Na katodzie wydzielał się wprawdzie metaliczny wapń, ale ponieważ jest on lżejszy od stopionego chlorku wapniowego, wypływał na powierzchnię cieczy i spalał się.
Dopiero po usunięciu tej trudności, Robert Bunsen i Mathiessen w 1854–1855 otrzymali tą metodą pewne ilości metalicznego wapnia.
Stosunkowo czysty wapń otrzymał Henri Moissan w 1898 przez elektrolizę stopionego jodku wapnia.

## Nomenklatura polska
Jędrzej Śniadecki w III wydaniu Początków chemii omawiany pierwiastek nazywał „wapnianem”, tak samo Ignacy Fonberg. Inni chemicy proponowali inne nazwy. Krzyżanowski pisał „wapien” i „wapień”, Radwański „wapniak”, Filip Walter zaś „kalcyum” i dodatkowo (1844) „kalc”. Zdzitowiecki „calcium”. W Projekcie warszawskim pojawia się nazwa „wapen”. Ostatecznie Emilian Czyrniański nadał pierwiastkowi krótszą nazwę „wapń”.

## Otrzymywanie
Obecnie metaliczny wapń jest otrzymywany przeważnie ulepszoną metodą Faradaya, czyli przez elektrolizę stopionego chlorku (także fluorku) wapnia lub poprzez prażenie tlenku wapnia z glinem bez dostępu powietrza:
3CaO + 2Al → Al2O3 + 3Ca

## Zastosowanie
Metaliczny wapń ma ograniczone zastosowanie jako środek zabezpieczający przed utlenieniem, np. przy produkcji miedzi, stali i niklu, z których usuwa jednocześnie siarkę. Służy też do oczyszczania i osuszania ropy, benzyny, alkoholi, gazów szlachetnych i in. Używany jest także do redukcji tlenków uranu, toru, metali ziem rzadkich i in. do postaci metalicznej.
Zastosowanie związków wapnia:
- siarczan (gips – dwuwodny, anhydryt – bezwodny) – budownictwo, sztuka, usztywnianie kończyn przy urazach, nasycony roztwór wodny (woda gipsowa) służy do odróżniania wapnia od strontu i baru w toku analizy jakościowej;
- azotan – nawozy sztuczne;
- węglik (karbid) – produkcja acetylenu;
- cyjanamid – herbicyd, nawóz sztuczny;
- chlorek – mieszaniny oziębiające, odladzanie dróg, bezwodny – osuszanie substancji, dodatek do żywności;
- tlenek (wapno palone) – budownictwo (tynki, zaprawy murarskie);
- wodorotlenek (wapno gaszone) – nasycony roztwór wodny (woda wapienna) służy do wykrywania dwutlenku węgla i węglanów.

## Znaczenie biologiczne
Wapń wchodzi w skład kości oraz niektórych rodzajów ścian komórkowych.
Całkowita zawartość wapnia w organizmie człowieka wynosi 1,4–1,66% masy ciała, z czego 99% występuje w postaci związanej w kościach (hydroksyapatyty), natomiast pozostała część występuje w postaci zjonizowanej w płynie śródkomórkowym oraz pozakomórkowym i pełni szereg ważnych funkcji:
- aktywator enzymatyczny;
- przekaźnik wtórny – kinazy białkowe;
- przewodzenie impulsów bioelektrycznych;
- udział w krzepnięciu krwi;
- udział w skurczu mięśni szkieletowych, gładkich i mięśnia sercowego;
- udział w reakcjach zapalenia, regeneracji i proliferacji;
- udział w wydzielaniu hormonów zwierzęcych i neurotransmiterów oraz gruczołów zewnątrzwydzielniczych;
- obniża stopień uwodnienia koloidów komórkowych.

Poziom wapnia w surowicy krwi zależy od:
- ilości wapnia w pożywieniu;
- stopnia wchłaniania wapnia w przewodzie pokarmowym;
- stopnia wydalania wapnia z moczem.

Główne gruczoły odpowiedzialne za homeostazę wapnia

Główne hormony wpływające na homeostazę wapnia to: parathormon, kalcytonina i 1α,25(OH)2-witamina D.
Zalecane dzienne spożycie wapnia wynosi:
Dzieci i młodzież
- 1-6 miesięcy 210 mg;
- 6 do 12 miesięcy: 270 mg;
- od 1 do 3 lat: 500 mg;
- od 4 do 8 lat: 800 mg;
- od 9 do 18 lat: 1500 mg.

Dorośli
- od 19 do 50 lat: 1200 mg;
- od 51 lat wzwyż: 1500 mg;

lub
- dla dorosłych: 800 mg;
- dla osób starszych: 600 mg;
- dla kobiet ciężarnych: 1400 mg;
- dla kobiet karmiących: 2000 mg.

### Objawy niedoboru wapnia (hipokalcemia)
Zmniejszenie stężenia wapnia w surowicy krwi nazywa się hipokalcemią. Skutkiem hipokalcemii jest:
- łamliwość kości;
- psujące się zęby;
- nadmierna pobudliwość mięśni do skurczu (tężyczka – jawna lub utajona);
- ból mięśni;
- mrowienie i drętwienie kończyn;
- zaburzenia krzepnięcia krwi;
- zaburzenia rytmu serca;
- krwotoki z nosa;
- niedociśnienie tętnicze;
- stany depresyjne i lękowe;
- osteoporoza.

### Objawy nadmiaru wapnia (hiperkalcemia)
- zaparcia;
- nudności;
- brak apetytu.

Może to prowadzić do powstawania kamieni nerkowych oraz obniżyć wchłanianie cynku i żelaza.
Mechanizmy homeostatyczne starają się przywrócić prawidłowy poziom wapnia w surowicy krwi przesuwając go z puli rezerwowej, a jeśli to nie wystarcza lub magazyny ulegają wyczerpaniu – z kośćca.
Wapń jest także niezbędnym składnikiem komórek roślin. Jego niedobór powodować może suchą wierzchołkową zgniliznę owoców pomidora.
Inne objawy niedoboru u roślin:
- rozkład błon plazmatycznych;
- nieprawidłowy wzrost;
- martwica organów roślinnych.